# Horacio Esquivel
Horacio de los Ángeles Esquivel Rodríguez (Limón, Costa Rica, 18 de marzo de 1961) es un psicólogo y entrenador costarricense. Actualmente no dirige a ningún equipo.

## Trayectoria

### Inicios
Oriundo de la provincia limonense, Horacio Esquivel se desempeñó en la demarcación de guardameta en su etapa como futbolista. Fue parte de la nómina que alcanzó el subcampeonato bajo la dirección técnica de Leroy Sherrier Lewis. Después de su retiro, estudió en la Universidad Nacional (UNA) para dedicar su carrera en psicología. Una vez alcanzada su profesión, dedicó parte de su tiempo en esta área al ayudar a los futbolistas del conjunto de Limón. Además, obtuvo su licencia de entrenador y empezó a dirigir al equipo de la provincia en la categoría de LINAFA, así como en las divisiones inferiores de la Sub-17, Sub-18 y fuerzas básicas, llegando a instancias de semifinales. Paralelamente se desempeñó como asistente técnico de José Mattera, Rónald Mora, Fernando Sossa y del checo Jan Hájek.

### Limón F.C.
El 3 de junio de 2015, se confirmó el nombramiento de Esquivel al grupo absoluto de Limón, como reemplazo del entrenador Kenneth Barrantes. Debutó oficialmente en el banquillo el 6 de julio, en el partido correspondiente a la primera fase del Torneo de Copa. En esa oportunidad, su conjunto disputó el Derby caribeño ante el Santos de Guápiles en el Estadio Juan Gobán y el resultado culminó con la derrota de 1-2. Con esto los limonenses quedaron eliminados de manera prematura.
La primera competencia de liga la tuvo en el Campeonato de Invierno 2015, debutando el 2 de agosto con empate de local a dos tantos contra el Cartaginés. Una semana después logró la victoria 0-1 sobre la Universidad de Costa Rica en el Estadio Ecológico. Posteriormente encontró resultados importantes que colocaron a su equipo en la cuarta casilla del torneo con 37 puntos, y por lo tanto en zona de clasificación. La semifinal de ida se desarrolló el 13 de diciembre en el Estadio Juan Gobán contra Alajuelense, cuyo marcador culminó igualado sin goles. Tres días después fue la vuelta en el Estadio Morera Soto, donde se confirmó la eliminación de los limonenses a causa de la derrota con cifras de 3-0.

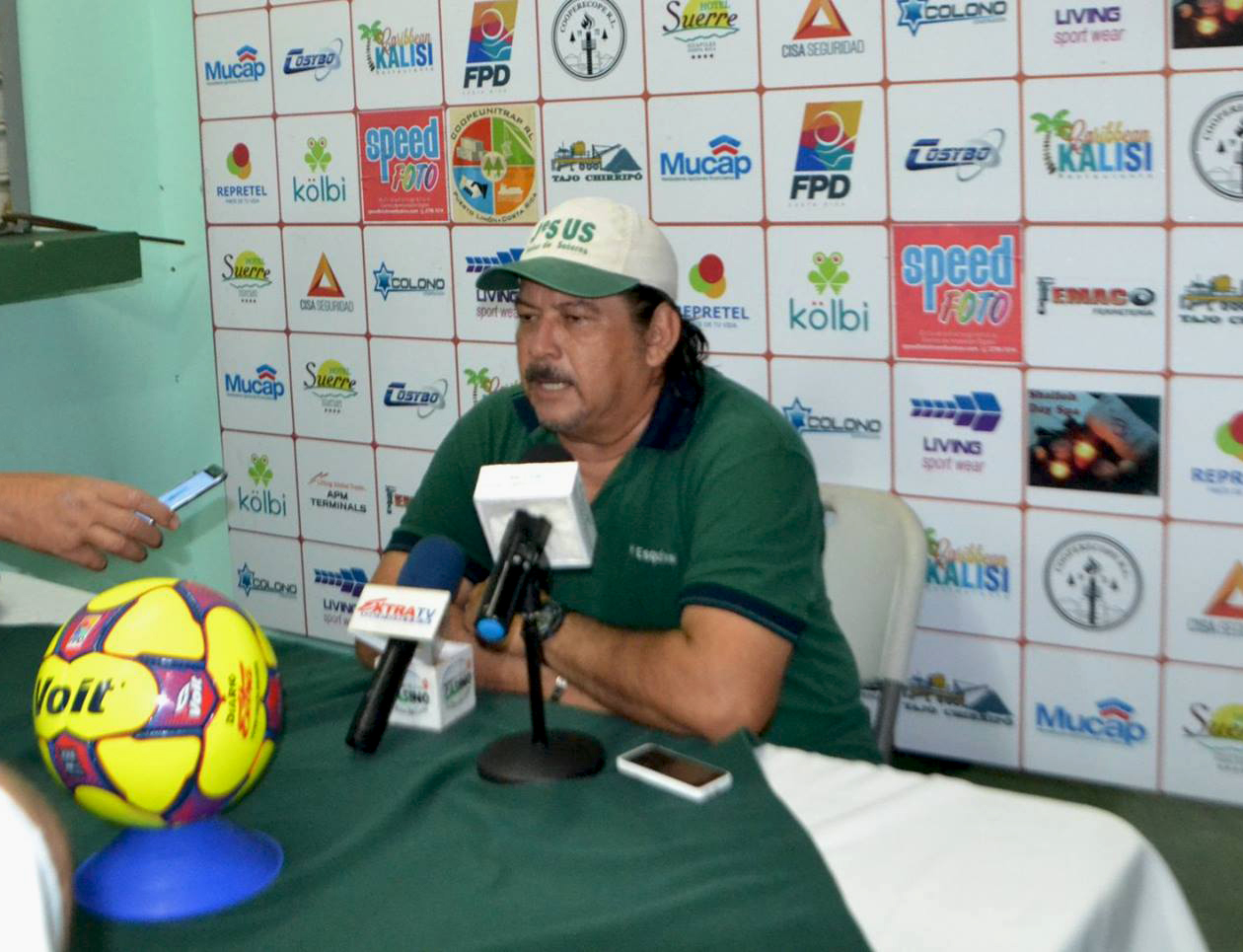
Esquivel durante una conferencia de prensa dada el 2 de abril de 2017.

Debido a la salida de futbolistas regulares del club, Esquivel tuvo la responsabilidad de rearmar un grupo competitivo para el Campeonato de Verano 2016. Este periodo le resultó difícil por la poca definición de los atacantes y le costó para que su grupo no avanzara a la etapa eliminatoria. Estadísticamente contabilizó veintidós encuentros dirigidos, obtuvo seis victorias, tres empates y trece pérdidas, para un 32% de rendimiento. Por otro lado, en la entrega de los Premios FPD, el estratega fue galardonado con la distinción al mejor director técnico del Invierno.
Para él, dirigir en Limón, hace parte de su autosuperación personal, ya que promueve la formación de jóvenes valores. En el Campeonato de Invierno 2016, Horacio debutó en el certamen el 17 de julio en el Estadio Juan Gobán con la victoria de 1-0 ante el Cartaginés. Los números en cuanto a triunfos aumentaron para su grupo, con nueve. Además, logró cuatro empates, nueve derrotas y los limonenses quedaron en el sexto lugar con 31 puntos, a dos puestos del cuarto del Santos de Guápiles.
Luego en el Campeonato de Verano 2017, su grupo fue la principal novedad en la fase regular del torneo, siendo líder en seis fechas consecutivas, y parte del éxito se debe a que los limonenses consiguieron importantes victorias con marcadores abultados cada vez que fungían de locales en el Estadio Juan Gobán. Sin embargo, las pérdidas seguidas en las últimas tres jornadas repercutieron en la posición de su club, para que finalizara como tercero con 37 puntos. En esta etapa, Esquivel dirigió veintidós compromisos, logró once victorias, cuatro empates y siete derrotas. Además, recibió un multa de quinientos mil colones por ausentarse en la conferencia de prensa tras la derrota 4-0 contra Pérez Zeledón. Su mala racha acabó el 23 de abril mediante la goleada 5-1 sobre el Deportivo Saprissa, esto en el inicio de la cuadrangular.

### Puntarenas F. C.
Llegó para el Torneo Apertura 2021 coronándose campeón de dicho torneo al vencer en la final a la Asociación Deportiva Barrio México con global de 2-0, después de haber ganado el grupo A donde dirigió 14 encuentros ganó 10, empató 3 y perdió solo un juego, obteniendo 33 puntos. En la fase final del torneo eliminó a equipos como Municipal Santa Ana por global de 6-4 y a Municipal Liberia por marcador global de 2-1.

## Clubes

### Como director técnico
| Club               | País       | Año       |
| ------------------ | ---------- | --------- |
| Limón F. C.        | Costa Rica | 2015-2018 |
| Puntarenas F. C.   | Costa Rica | 2021-2022 |
| A. D. Guanacasteca | Costa Rica | 2022-2024 |

### Como segundo director técnico
| Club            | País      | Año  |
| --------------- | --------- | ---- |
| U de San Carlos | Guatemala | 2001 |

## Palmarés

### Títulos nacionales
| Título                         | Club             | País       | Año  |
| ------------------------------ | ---------------- | ---------- | ---- |
| Segunda División de Costa Rica | Puntarenas F. C. | Costa Rica | 2021 |
| Segunda División de Costa Rica | Puntarenas F. C. | Costa Rica | 2022 |

### Galardones individuales
| Distinción                                                  | Año  |
| ----------------------------------------------------------- | ---- |
| Mejor director técnico del Campeonato de Invierno 2015      | 2016 |
| Mejor director técnico de la Segunda División de Costa Rica | 2022 |